# Drosophila lucipennis
Drosophila lucipennis är en tvåvingeart som beskrevs av Lin 1972. Drosophila lucipennis ingår i släktet Drosophila och familjen daggflugor. Inga underarter finns listade i Catalogue of Life.
Artens utbredningsområde är Taiwan och Indien.